# William Tyler Olcott
William Tyler Olcott (Chicago, 11 de enero de 1873 – Georges Mills, New Hampshire, 6 de julio de 1936) fue un abogado estadounidense, notable astrónomo aficionado y fundador en 1911 de la Asociación Americana de Observadores de Estrellas Variables.

## Semblanza

### Familia y estudios
William nació en Chicago el 11 de enero de 1873. Era hijo de E. Olivia (Tyler) y de William Marvin Olcott, que dirigía un negocio de distribución de carbón. La familia vivía en la Prairie Avenue, que se convertiría en lugar de residencia de destacadas figuras de la industria de la ciudad, como George Pullman, George Armour, William Wallace Kimball o Marshall Field. Sin embargo, en 1888, los Olcott se trasladaron a Norwich Connecticut donde la hermana de la señora Olcott poseía una gran mansión.
William Tyler Olcott estudió primero en la Academia Pública de Norwich y después en el Trinity College de Hartford, donde obtuvo su graduación en 1896. A continuación comenzó a estudiar Derecho en la New York Law School de Manhattan y fue admitido para el ejercicio legal en 1898 en el estado de Nueva York. Regresó a Connecticut, donde fue admitido como abogado del estado al año siguiente, abriendo su oficina en el hogar de la familia en Norwich. El 16 de junio de 1902 se casó con Clara Eunice Hyde.

### Pasión por la astronomía
Olcott era una persona de salud frágil, y padecía problemas bronquiales para los que se le recomendó que pasara el invierno en el sur del país. Es en Florida, Arizona y California donde desarrollará su pasión por la astronomía, aunque fue en la isla de Block Island en 1905, cuando una amiga de su esposa, Helen Clarke, llamó su atención sobre las constelaciones. Escribió su primer libro sobre el tema, Una guía de campo de las estrellas  en 1907, publicando así mismo artículos en la revista Astronomía Popular, donde alentó a sus contemporáneos a contribuir al progreso de esta ciencia. También se lamentó de la ausencia de una organización estadounidense capaz de coordinar los esfuerzos de cientos de astrónomos aficionados.
En 1910 Olcott se reunió en el Observatorio del Harvard College con el profesor Edward Charles Pickering, director de la institución desde 1877. Pickering menciona lo mucho que echa de menos a los astrónomos estudiando y recopilando información sobre estrellas variables y lo bien que se podría organizar esta tarea con astrónomos aficionados.
En menos de un año, Olcott reunió un grupo de siete hombres que formarán el núcleo de la American Association of Variable Star Observers (AAVSO). Durante siete años organizó y distribuyó las tareas dentro de la asociación, envió informes al Observatorio del Harvard College y publicó los resultados en la revista Astronomía Popular. La primera reunión informal de los miembros de la AAVSO se llevó a cabo en el Hotel Lorena del Estado de Nueva York en abril de 1914, pasando a realizarse anualmente.· La reunión de 1915 se celebró en el Observatorio de la Universidad de Harvard, con quince miembros presentes. La asociación se convirtió oficialmente en una sociedad de acuerdo con las leyes de Massachusetts, y Olcott se convirtió en 1917 en su secretario permanente. El número de miembros y el volumen de los datos recogidos siguieron creciendo. Cuando muere Pickering en 1917, la tarea que debe asumir Olcott es enorme. La dirección del Observatorio de la Universidad de Harvard se confió en 1919 a Harlow Shapley, un hombre que apreciaba y apoyaba el trabajo de la AAVSO.
La pasión de William Tyler Olcott le ocupó hasta sus últimos momentos. Olcott pasaba los veranos en Georges Mills (Nuevo Hampshire). El 6 de julio de 1936, cuando daba una conferencia sobre las estrellas en una iglesia metodista, falleció víctima de una crisis cardiaca.

## Premios y honores
- Premio al Mérito de la AAVSO (1936).

## Eponimia
- El cráter lunar Olcott lleva este nombre en su memoria.[5]
- El Premio William Tyler Olcott de la AAVSO, iniciado en 2000, conmemora su nombre.